# Ectoedemia aegaeica
Ectoedemia aegaeica là một loài bướm đêm thuộc họ Nepticulidae. Nó là loài đặc hữu của mainland Hy Lạp và Rhodes.
Ấu trùng ăn Vitex agnus-castus. Chúng ăn lá nơi chúng làm tổ.